# Jack MacDonald
Jack MacDonald (* 2. Februar 1888 in Falkirk, Schottland; † 7. November 1941) war ein kanadischer kommunistischer Politiker. Er war von 1923 bis 1929 Generalsekretär der Kommunistischen Partei Kanadas (CPC).

## Leben
Der in Schottland geborene MacDonald erhielt noch in seinem Geburtsland ein Stipendium, welches ihm den Besuch der High School ermöglichen sollte. Die finanzielle Situation seiner Familie zwang ihn jedoch dazu, den gleichen Beruf wie sein Vater aufzunehmen und so zum Familieneinkommen beizutragen. Politisiert und fasziniert durch die revolutionären Ereignisse in Russland 1905 wurde er Mitglied der Social Democratic Federation und später der aus dieser hervorgegangenen British Socialist Party.
1912 emigrierte er nach Toronto, wo er sich in der lokalen Linken engagierte und später Mitglied der CPC wurde. Von 1923 bis 1929 amtierte er als Generalsekretär seiner Partei. In dieser Funktion unterstützte er 1928 den Ausschluss von Maurice Spector wegen des Vorwurfs des Trotzkismus. In der Folge versuchte er, eine ausgleichende Rolle zwischen der stalinistischen Fraktion um Tim Buck und der restlichen Partei einzunehmen. Als dies scheiterte, musste er sein Amt 1929 an eben Tim Buck abgeben. 1931 wurde er aus der Partei ausgeschlossen, nachdem er beschuldigt worden war, ein Unterstützer der so genannten ‚Rechten Opposition‘ um Nikolai Bucharin und dessen Anhänger in Nordamerika, Jay Lovestone, zu sein. Nach seinem Ausschluss aus der CPC versöhnte er sich mit Spector und war fortan für die trotzkistische Bewegung in Nordamerika führend aktiv.
MacDonald unterstütze so beispielsweise Max Shachtman in seiner Haltung bezüglich der Frage des Klassencharakters der Sowjetunion.
Macdonald starb am 7. November 1941 an einem plötzlichen Herzinfarkt.